# La Guareña
La Guareña és una comarca del sud-est de la província de Zamora que rep el nom del riu Guareña. El cap comarcal és Fuentesaúco.

## Municipis
- Argujillo.
- La Bóveda de Toro.
- Cañizal.
- Castrillo de la Guareña.
- Fuentelapeña.
- Fuentesaúco.
- Guarrate.
- El Maderal.
- El Pego.
- San Miguel de la Ribera (La Aldea)
- Vadillo de la Guareña.
- Vallesa de la Guareña.
- Villabuena del Puente.
- Villaescusa.
- Villamor de los Escuderos.